# Hatóanyag
A hatóanyag általánosságban egy adott rendszer azon komponense, amely a kiváltott hatásért felelős. Idegen szóval farmakon, vagy drog, bár a köznyelv drognak inkább csak a kábító hatású anyagokat nevezi.
A gyógyszerészet hatóanyagnak nevezi a gyógyszer gyártására szánt bármely anyagot amely a gyártás során a gyógyszerkészítmény aktív összetevőjévé válik, amelyet farmakológiai, immunológiai vagy metabolikus hatás kiváltására szánnak valamely élettani funkció fenntartása, helyreállítása, javítása vagy módosítása, illetve orvosi diagnózis felállítása érdekében.
A gyógyszerészetben/orvostudományban a hatóanyag az a kémiailag jól definiált molekula, amely a gyógyszer kívánt hatásáért felelős. A hatóanyag nem feltétlenül a legnagyobb tömegű komponense a gyógyszernek. Egyazon gyógyszerkészítmény több hatóanyagot is tartalmazhat. Egyszerűbb megfogalmazásban a gyógyszerek hatékony komponense.

## A hatóanyag jelentősége a gyógyszerészeti munkában
A gyógyszerészetben a gyógyszerkészítményeket alkotó komponenseket gyógyszeranyagoknak nevezik, melyek lehetnek hatóanyagok vagy segédanyagok. A gyógyszer kívánt farmakológiai hatásáért felelős komponenseket nevezik hatóanyagnak, melyek jól körülírt anyagok.
A hatóanyag önmagában még nem gyógyszer. Gyógyszerré akkor válik, amikor gyógyszerformává alakítják (tabletta, kúp, injekció, kenőcs, krém, oldat stb). A hatóanyagok gyógyszerkészítménnyé történő alakításához a gyógyszerészet segédanyagokat használ, melyek elősegítik a készítmény gyárthatóságát, a hatóanyag stabilitását, adagolhatóságát és biofarmáciai tulajdonságát. A hatóanyag nem feltétlenül a legnagyobb tömegű komponense a gyógyszernek.
A hatóanyagok technológiai műveleteivel a gyógyszertechnológia, a hatástani vizsgálatával és csoportosításával a farmakológia tudománya foglalkozik.

## Élettudományok
A hatóanyagok vizsgálatával és csoportosításával a gyógyszerhatástan tudománya foglalkozik. Ezen belül:
- Az élő szervezet a gyógyszer hatóanyagokra adott válaszával és a válaszok biológiai hátterével a gyógyszerhatástanon belül a  farmakodinámia foglalkozik.
- A hatóanyagok által kiváltott nemkívánatos hatásokkal a toxikológia tudománya foglalkozik.
- A hatóanyagok felszívódásának valamint a szervezeten belüli megoszlásának és kiürülésének módjával és időbeli lefolyásával a farmakokinetika foglalkozik.